# Suej-šu
Suej-šu (čínsky pchin-jinem Suí Shū, znaky zjednodušené 隋书, tradiční 隋書, doslova Kniha Suej), Dějiny dynastie Suej, jsou oficiální dějiny čínské říše Suej. Patří do širšího souboru Dvaceti čtyř historií. Dílo popisuje dějiny Číny v letech 581–618.
Dějiny dynastie Suej sestávají z 85 svazků (ťuanů), a sice z 5 ťuanů císařských biografií, 30 ťuanů pojednání a 50 ťuanů biografií a příběhů.
Sepsala je komise historiků vedená Wej Čengem a jmenovaná roku 629 vládou následující, tchangské, říše. Dílo dokončili roku 636.